# ديوك هندرسون
ديوك هندرسون (بالإنجليزية: Duke Henderson)‏ هو عازف جاز ومغني أمريكي، ولد في 5 أبريل 1925، وتوفي في 1972 في لوس أنجلوس في الولايات المتحدة.

## وصلات خارجية
- ديوك هندرسون على موقع ميوزك برينز (الإنجليزية)
- ديوك هندرسون على موقع ديسكوغز (الإنجليزية)